# Lac Mourier
Lac Mourier är en sjö i Kanada.   Den ligger i regionen Abitibi-Témiscamingue och provinsen Québec, i den sydöstra delen av landet, 300 km nordväst om huvudstaden Ottawa. Lac Mourier ligger 291 meter över havet. Arean är 0,32 kvadratkilometer. Den sträcker sig 0,5 kilometer i nord-sydlig riktning, och 0,8 kilometer i öst-västlig riktning.
I omgivningarna runt Lac Mourier växer i huvudsak blandskog. Trakten runt Lac Mourier är nära nog obefolkad, med mindre än två invånare per kvadratkilometer.